# Podarcis guadarramae

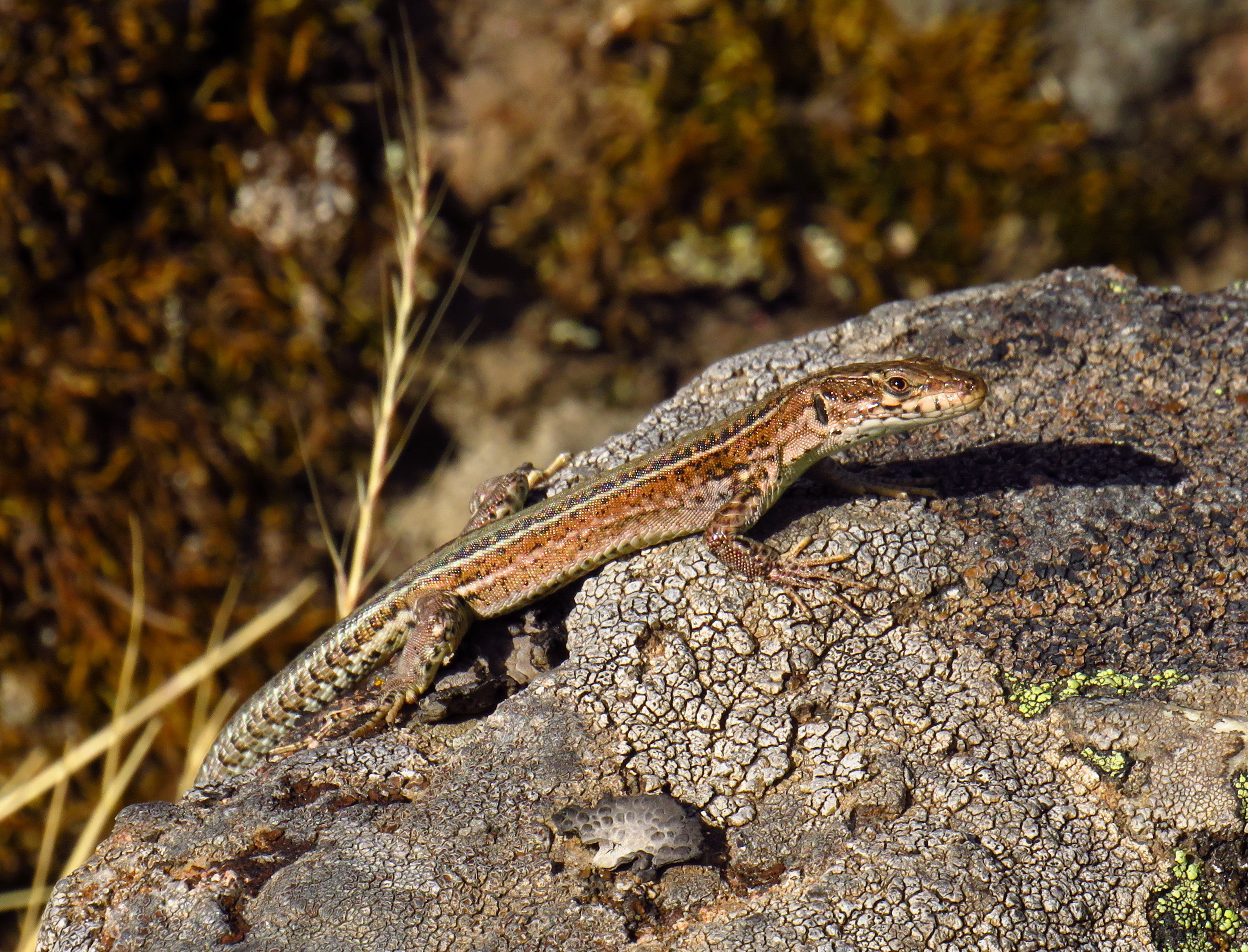
Podarcis guadarramae subsp. guadarramae en Rascafría (Comunidad de Madrid).

La lagartija lusitana (Podarcis guadarramae) es una especie de reptil escamoso de la familia Lacertidae. Podarcis guadarramae se compone de dos subespecies, Podarcis guadarramae guadarramae presente en el Sistema Central y zonas próximas y Podarcis guadarramae lusitanicus, que se encuentra en el resto de su área. Ambos taxones representan linajes próximos entre sí, con altos niveles de divergencia genética en ADN nuclear y básicamente sin flujo de genes nucleares entre ellos. Ambos linajes podrían representar especies diferentes una vez que se analicen sus eventuales zonas de contacto. 

## Descripción
Podarcis guadarramae guadarramae tiene el tamaño corporal medio, la cabeza aplastada y cuerpo esbelto y aplastado. Se caracteriza por tener una gran proporción de manchas negras en la coloración del cuerpo. La banda vertebral es vestigial en la parte anterior del cuerpo o ausente. Las bandas dorsolaterales pálidas en los machos son brillantes y contrastadas, más estrechas que las bandas oscuras supradorsolaterales, generalmente formadas por manchas blancuzcas alargadas. Las hembras presentan dos formas de coloración que son evidentes incluso antes de la madurez sexual. Por un lado hay hembras reticuladas como los machos y por otro hay hembras rayadas. El píleo tiene abundantes manchas negras. Dorso generalmente pardo, raramente verde excepto en poblaciones de montaña. Garganta generalmente blancuzca, excepcionalmente rosada, con puntos blancos abundantes en machos. Vientre blancuzco, rosa o salmón, a veces rojizo, nunca amarillento, en machos, blanco en hembras. Escamas ventrales marginales con una mancha negra generalmente cuadrangular o redondeada, rara vez triangular. Iris de color blancuzco o naranja pálido. Escudo masetérico generalmente pequeño o ausente. El número de escamas dorsales en una hilera en el centro del cuerpo es tiene valores medios de 59,9 en machos (rango= 52-72) y 57,9 en hembras (rango= 48-68). El número de poros femorales tiene un valor medio de 18,5 en machos (rango= 15-23) y 17,7 en hembras (rango= 15-20). 
Podarcis guadarramae lusitanicus tiene un tamaño algo menor que P. g. guadarramae. La longitud de cabeza y cuerpo tiene un valor medio de 51,5 mm en machos (rango= 41,5-62,5 mm) y 48,7 mm en hembras (rango= 40-60 mm). La cabeza es más aplastada que en P. g. guadarramae, un número más bajo de poros femorales, 13 a 21 en machos (media=16,5), y 12 a 19 en hembras (media=15,6); también poseen un número menor de escamas dorsales, 47 a 66 en machos (media= 56,9) y 46 a 61 en hembras (media= 53,4).

## Distribución
Endemismo ibérico de distribución restringida al centro-oeste y noroeste de la península ibérica. El área de distribución se extiende por el tercio norte de Portugal alcanzando por el sur la Serra da Estrela. En Galicia ocupa sólo la mitad sur, estando ampliamente distribuida en la mayor parte de las provincias de Pontevedra y Orense. Por el norte, siguiendo la costa, alcanza Ézaro (La Coruña) y por el interior, penetra hacia el norte siguiendo el curso de los ríos Miño hasta Portomarín (Lugo), Lor hasta la sierra de Caurel (Lugo) y Navia hasta Negueira de Muñiz (Lugo). También se encuentra a lo largo del Sistema Central en las sierras de Guadarrama, Béjar, Gredos, Peña de Francia, Gata y sierras menores próximas a éstas, como la sierra Paramera (Ávila) y sierra de Hoyo de Manzanares (Madrid). Por el norte alcanza en la provincia de Salamanca las localidades de Alba de Tormes, Ciudad Rodrigo y La Alberca. Por el este alcanza el norte de la provincia de Segovia y el sur de Atienza (Guadalajara). Hay una población aislada en el castillo de Trujillo (Cáceres). Se encuentra también en el noroeste de Castilla y León, teniendo su límite sureste en la sierra de la Cabrera y en el Puerto de Manzanal (León) y en la Cordillera Cantábrica, pero sin llegar a la costa donde es sustituida por P. liolepis.
Su distribución incluye diversas islas de la costa gallega, como Sagres, Sálvora y Noro en La Coruña y Rua, Ons, San Clemente, Monteagudo, San Martín, Toralla, Estela de Fora y Estela de Terra en Pontevedra y Onza y Faro. En la ría de Arousa se encuentra en las islas de Coroso, Xidoiro Pedregoso, Noro, Rua, Sálvora y Vionta.

## Hábitat
Especie rupícola, se encuentra en zonas rocosas, pedregosas y muros en la mayor parte de su área, excepto en zonas arenosas en bosques de Pinus pinaster situadas al norte del Sistema Central en Segovia y Valladolid donde se encuentra en el suelo.

## Depredación
Entre sus depredadores conocidos están Timon lepidus, Coronella austriaca, Coronella girondica, Malpolon monspessulanus y Vipera latastei. Otro depredador es el gato doméstico.
Entre sus parásitos y patógenos se citan Apicomplexa, cestodos, nematodos e iridovirus.  

## Amenazas
Al ser una especie reconocida recientemente, no está incluida en ninguna categoría de amenaza. Sin embargo, la extensión de su distribución y su abundancia sugieren incluirla en la categoría de Preocupación menor LC. Se ha propuesto incluir a las poblaciones de las islas Cíes, Ons, Onza, Sálvora y Noro en la categoría de “Vulnerable” y a las poblaciones de las islas Sagres, Vionta y Herbosa en la categoría de “En Peligro”.